# Zentralamerika- und Karibikspiele 1982/Tennis
Die Tenniswettbewerbe der XIV. Zentralamerika- und Karibikspiele 1982 wurden vom 8. bis 16. August auf den Anlagen des Consejo Voluntario Deportivo (Freiwilliger Sportrat) „Luyanó“ und des Círculo Social Obrero (Arbeitersozialverein) „José A. Echeverría“ in Havanna ausgetragen. Es fanden bei Damen und Herren Einzel und Doppel sowie der Mixedwettbewerb statt.

## Herren

### Einzel
| Platz | Land        | Spieler       |
| ----- | ----------- | ------------- |
| 1     | Haiti       | Ronald Agénor |
| 2     | Mexiko      | Jorge Lozano  |
| 3     | Puerto Rico | Tomás Nido    |

### Doppel
| Platz | Land        | Spieler                            |
| ----- | ----------- | ---------------------------------- |
| 1     | Mexiko      | Jorge Lozano Fernando Pérez Pascal |
| 2     | Puerto Rico | Miguel Nido Tomás Nido             |
| 3     | Venezuela   | Iñaki Calvo Carlos Claverie        |

## Damen

### Einzel
| Platz | Land        | Spielerin         |
| ----- | ----------- | ----------------- |
| 1     | Mexiko      | Claudia Hernández |
| 2     | Puerto Rico | Beatriz Fernández |
| 3     | Mexiko      | Heliane Steden    |

### Doppel
| Platz | Land        | Spielerinnen                    |
| ----- | ----------- | ------------------------------- |
| 1     | Puerto Rico | Beatriz Fernández Marilda Juliá |
| 2     | Venezuela   | Nuria Alasia Claudia Borgiani   |
| 3     | Kuba        | Odalis Moreno Belkis Rodríguez  |

## Mixed
| Platz | Land                    | Spieler                       |
| ----- | ----------------------- | ----------------------------- |
| 1     | Venezuela               | Nuria Alasi Iñaki Calvo       |
| 2     | Dominikanische Republik | Valerie Garip Rafael Moreno   |
| 3     | Puerto Rico             | Beatriz Fernández Miguel Nido |

## Medaillenspiegel
| Platz | Land                    | Gold | Silber | Bronze | Gesamt |
| ----- | ----------------------- | ---- | ------ | ------ | ------ |
| 01    | Mexiko                  | 2    | 1      | 1      | 4      |
| 02    | Puerto Rico             | 1    | 2      | 2      | 5      |
| 03    | Venezuela               | 1    | 1      | 1      | 3      |
| 04    | Haiti                   | 1    | —      | —      | 1      |
| 05    | Dominikanische Republik | —    | 1      | —      | 1      |
| 06    | Kuba                    | —    | —      | 1      | 1      |

## Quelle
- XIV Juegos Deportivos Centroamericanos y del Caribe Memoria (PDF-Datei, 34,8 MB), S. 433–440.